# Heinrich Wilhelm Spindler
Heinrich Wilhelm Spindler (der Jüngere) (* 18. Januar 1738 in Bayreuth; † 1788 in Berlin) war ein deutscher Ebenist (Kunsttischler) des Rokoko.

## Leben
Er war der Stiefbruder von Johann Friedrich Spindler und entstammte der Bayreuther Bau- und Kunsthandwerkerfamilie Spindler. Über das Leben des Sohnes des fürstlichen Schlosszimmermeisters Johann Spindler (1691–1770) liegen nur wenige gesicherte Erkenntnisse vor.
1756 arbeitete er als Geselle auf Wanderschaft bei Pierre II Migeon in Paris, 1765 mit Ende zwanzig kam er zusammen mit seinem Stiefbruder von Bayreuth in die preußische Residenzstadt Potsdam, wo sie mit ihrem Schreinerhandwerk wesentlich zur Ausstattung des Neuen Palais im Stil des friderizianischen Rokoko beitrugen. Nachdem Heinrich Spindler längere Zeit in Potsdam keine Aufträge mehr von Friedrich II. erhalten hatte, verlegte er seine Werkstatt nach Berlin.
Gemeinsam mit seinem Stiefbruder vollendete er 1765 das Spindlerkabinett im Schloss Fantaisie. Das Spindlerkabinett gilt als ein Hauptwerk des Bayreuther Rokoko.

## Werk

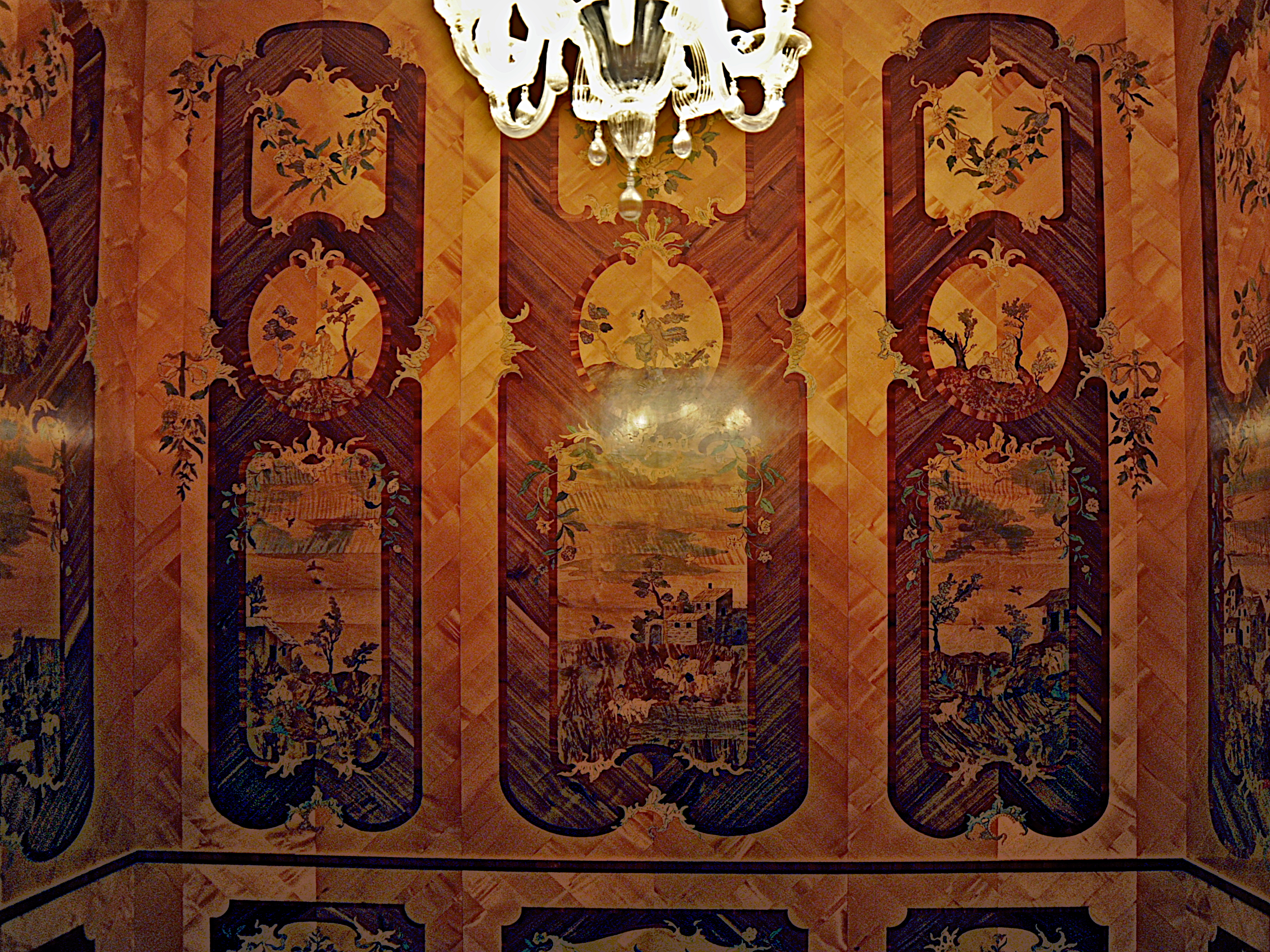
Blick in das Spindlerkabinett im Schloss Fantaisie in Eckersdorf

Heinrich Wilhelm Spindler gehörte zu den Herstellern der hervorragendsten Furniermöbel des Rokoko in Deutschland. Die Arbeiten entstanden vor allem in seiner Zeit in Potsdam. Eine weitere seiner wichtigsten Arbeiten ist die Vertäfelung des sogenannten Spindlerkabinetts für Schloss Fantaisie in Eckersdorf (Gemeindeteil Donndorf). Das Original befindet sich im Nationalmuseum in München. In Donndorf ist eine aufwändige Kopie zu sehen.